# Јеремија Живановић
Јеремија Живановић (Вражогрнац код Зајечара, 17. септембар 1874 — Београд, 27. октобар 1940) био је српски књижевник.

## Биографија
У родном селу је похађао основну школу, а у Зајечару је завршио гимназију, факултетске студије у Београду (један део у Бечу и Лајпцигу). Завршио је студије југословенске књижевности и словенске филологије. Радио је као средњошколски професор (суплент) у Зајечару и Нишу (професор матерњег језика и књижевности у гимназији Краљ Милан I), наставио педагошки рад у Београду, где је затим после Првог светског рата, постао редовни професор и ректор Више педагошке школе у Београду (од 1927). 
Професорски испит је положио 1904. године у Београду, изабравши српски и старословенски језик, књижевност и историју као примарну струку, а немачки као секундарну. Предавао је у зајечарској гимназији Доситеја Обрадовића (1902—1903), па у Другој београдској гимназији (1907—1913). Годинама је члан Главног просветног савета Краљевине Србије и сарадник "Просветног гласника". Активни је члан књижевног одсека Српске књижевне задруге у Београду (1910). Био је народни посланик (1912—1914), начелник Министарства просвете (1918—1919), председник Главне управе уједињеног професорског друштва и уредник часописа Наставник (1912), а своје службовање завршио на високој дужности бана Моравске бановине са седиштем у Нишу (1931. до 1935). Године 1937. Јеремија је био сенатор Краљевине Југославије, а 1938. гувернер краљев.

## Стваралаштво
Покретач и главни сарадник часописа Градина (1900—1901), покретач идеје о изградњи зграде Народног позоришта у Нишу. Бавио се књижевном критиком, књижевном историографијом, писањем прозе и превођењем. Објавио књижевни оглед Рат и књижевност (писан у ратним условима у Солуну, објављен 1917. у Великој Србији), такође, огледе о нашим истакнутим писцима Лази К. Лазаревићу, Ђури Јакшићу, Јанку Веселиновићу, Лази Костићу, Богобоју Атанацковићу, Илији Вукићевићу и другима. Био је оснивач, власник и уредник књижевног омладинског листа Венац, који је почео да излази у Београду 1910. године, и са прекидима у време Првог светског рата излазио до 1935. Своју прозу објављивао је и под псеудонимом С. Недић.

## Дела
1. Последње године живота Петра II Његоша, Београд, Чупићева задужбина, 1910.
2. Основи синтаксе српско-хрватског језика, Београд, Књижар издавач Геца Кон, 1920.

## Преводи
Преводио је са француског, немачког, енглеског, норвешког и бугарског. Преводио је Марка Твена, Алфреда тенисона, А. Цвајга, Анатола Франса, ламартина, Виктора Игоа...
Алфонс Доде Тарасконска лука: последњи доживљаји славног Тартарена, Београд, Напредак, 1924.